# Joan Didion
Joan Didion (Sacramento, 1934. december 5. – Manhattan, 2021. december 23.) amerikai író. Gay Talese, Hunter S. Thompson és Tom Wolfe mellett a New Journalism egyik úttörőjeként tartják számon. Didion karrierje az 1950-es években kezdődött, miután megnyert egy, a Vogue magazin által támogatott esszépályázatot. Esszéket írt a The Saturday Evening Post, Life, Esquire, The New York Review of Books és The New Yorker számára. Az 1960-as évektől a hetvenes évek végéig írt írásai az 1960-as évek ellenkultúrájának, a hollywoodi életstílusnak, a kaliforniai kultúrának és a kaliforniai történelemnek a valóságával foglalkoztak. Didion politikai írásai az 1980-as és 1990-es években gyakran a politikai és társadalmi retorika szubtextusára koncentráltak. 1991-ben ő írta a legkorábbi mainstream médiacikket, amely arra utal, hogy a Central Park Five-ot jogtalanul ítélték el. 2005-ben Didion elnyerte a National Book Award for Nonfiction díjat, és a National Book Critics Circle Award és a Pulitzer-díj döntőse volt a The Year of Magical Thinking című műért, amely a férje, John Gregory Dunne író halála utáni év emlékirata. Később a könyvet egy színdarabbá alakította, amelyet 2007-ben mutattak be a Broadway-n. 2013-ban Barack Obama elnök a National Humanities Medal kitüntetésben részesítette. Didiont 2017-ben unokaöccse, Griffin Dunne rendezte a The Center Will Not Hold című Netflix dokumentumfilmben.

## Életrajza

### Fiatalkora és iskolái
Didion 1934. december 5-én született Sacramentóban, Kaliforniában Eduene (született Jerrett) és Frank Reese Didion gyermekeként. Volt egy nála öt évvel fiatalabb testvére, James Jerrett Didion, aki ingatlanvezető volt. Didion úgy emlékezett, hogy már ötéves korában lejegyzett dolgokat, bár azt mondta, hogy íróként soha nem látta magát, csak miután munkája megjelent. „félénk, könyvszerető gyerekként” azonosította magát, aki színészkedéssel és nyilvános beszéddel igyekezett leküzdeni a társadalmi szorongást, és emellett lelkes olvasó is volt. Kamaszkorát Ernest Hemingway műveinek gépelésével töltötte, hogy többet tudjon meg a mondatszerkezetek működéséről.
Korai oktatása nem volt hagyományos. Óvodába és első osztályba járt, de mivel apja pénzügyi tiszt volt a hadsereg légihadtesténél, és a család folyamatosan költözött, nem járt rendszeresen iskolába. 1943-ban vagy 1944 elején családja visszatért Sacramentóba, apja pedig Detroitba ment, hogy a második világháború védelmi szerződéseiről tárgyaljon. Didion megírta 2003-as memoárjában, a Where I Was From-ban, hogy a költözés gyakran olyan érzést keltett benne, mintha örökös kívülálló lenne.
Didion 1956-ban bachelor diplomát szerzett angolból a Kaliforniai Egyetemen, Berkeleyben. Felsőéves korában első helyezést ért el a Vogue által támogatott "Prix de Paris" esszépályázaton, és kutatási asszisztensi állást kapott a magazinnál. Nyertes esszéjének témája William Wurster San Francisco-i építész volt.
Mielőtt karrierje beindult volna, Harrison Ford személyes asztalosa volt a Dunne családnak, akik olyan közel kerültek egymáshoz, hogy Didion karácsonyi ajándékként küldte neki könyvei első kiadásait.

### Vogue
A Vogue-nál eltöltött hét év alatt, 1956 és 1964 között Didion promóciós szövegíróból társszerkesztővé dolgozott. A Mademoiselle 1960 januárjában publikálta Didion cikkét „Berkeley’s Giant: The University of California” címmel. A Vogue-nál, és Kalifornia honvágya után megírta első regényét, a Run, River-t (1963), amely egy sacramentói családról szól, amint az szétesik. Az író és barát, John Gregory Dunne segített neki szerkeszteni a könyvet. Dunne a Time magazinnak írt, és a szerző, üzletember, Dominick Dunne televíziós műsorvezető öccse volt. Ő és Dunne 1964-ben házasodtak össze.
Didion és Dunne 1964-ben Los Angelesbe költözött, és csak ideiglenesen akartak itt maradni, de Kalifornia maradt az otthonuk a következő 20 évben. 1966-ban örökbe fogadtak egy lányt, akit Quintana Roo Dunne-nak neveztek el. A pár sok újságos-magazin feladatot írt. "Ő és Dunne azzal kezdték ezt a munkát, hogy fedezzék a számlákat, aztán még egy kicsit" – számolt be Nathan Heller a The New Yorkerben. "A The Saturday Evening Post lehetővé tette számukra, hogy béreljenek egy rozoga hollywoodi kastélyt, vegyenek egy banánszínű Corvette Stingray-t, neveljenek egy gyereket, és jól étkezzenek."
Didion 1963 és 1971 között Los Felizben élt; miután nyolc évig Malibuban, ő és Dunne a Brentwood Parkban, Los Angeles csendes, jómódú lakónegyedében éltek.

### Betlehem felé
1968-ban Didion kiadta első szépirodalmi könyvét, Slouching Towards Bethlehem címmel, amely magazindarabok gyűjteménye kaliforniai élményeiről. A Slouching Towards Bethlehem-et az új újságírás egyik példájaként írták le, regényszerű írásokat használva a hippi ellenkultúra nem fikciós valóságának bemutatására. Személyes nézőpontjából írt; saját érzéseit és emlékeit fűzte a helyzetekhez, részleteket és idézeteket talált ki, hogy a történeteket még élőbbé tegye, és olyan metaforákat használt, amelyek segítségével az olvasó jobban megértette az esszéi témáiban – politikusokban, művészekben vagy az amerikai életben – jelen lévő zavart. A New York Times úgy jellemezte írását, hogy „kecsességet, kifinomultságot, árnyaltságot és iróniát” tartalmaz.

### 1970-es évek
Didion 1970-ben jelent meg Hollywoodban játszódó Play It as It Lays című regénye, 1977-ben pedig A Book of Common Prayer. 1979-ben kiadta a The White Album című folyóirat-gyűjteményt, amely korábban a Life, Esquire, The Saturday Evening Post, The New York Times és The New York Review of Books. A The White Album címadó esszéjében Didion egy 1968 nyarán átélt epizódot dokumentál. Pszichiátriai kivizsgálása után szédülési rohamot és hányingert diagnosztizáltak nála. 1972-ben részleges vakság időszakai után sclerosis multiplexet diagnosztizáltak nála, de egész életében remisszióban volt. Az "Ágyban" (In Bed) című esszéjében Didion kifejti, hogy krónikus migrént tapasztalt.
Dunne és Didion pályafutásuk nagy részében szorosan együtt dolgoztak. Írásuk nagy része tehát összefonódik. Számos forgatókönyvet írtak közösen, köztük a Play It as It Lays című regényének 1972-es filmadaptációját, amelyben Anthony Perkins és Tuesday Weld szerepelt, valamint az 1976-os A Star Is Born című film forgatókönyvét. Több évet töltöttek azzal is, hogy Jessica Savitch újságíró életrajzát adaptálják az 1996-os Robert Redford és Michelle Pfeiffer-filmbe, az Up Close & Personal-ba.

### 1980-as és 1990-es évek
Didion Salvador (1983) című könyves esszéjét egy kéthetes Salvador-i utazás után írta férjével. A következő évben megjelentette a Democracy című regényt, amely egy gazdag örökösnő és egy idősebb férfi, egy CIA-tiszt közötti hosszú, de viszonzatlan szerelem története a hidegháború és a vietnámi háború hátterében. 1987-ben megjelent, Miami című ismeretterjesztő könyve a város különböző közösségeit vizsgálta. 1988-ban Didion Kaliforniából New Yorkba költözött.
Az 1991-es New York-i Review of Books egy előrelátó darabjában, egy évvel a Central Park Five különböző pereinek befejezése után Didion súlyos hibákat boncolgatott az ügyészség eljárásában, és ő lett a legkorábbi mainstream író, aki a bűnös ítéleteket az igazságszolgáltatás tévedésének tekintette. Azt javasolta, hogy a vádlottak bűnösnek találták a faji felhangokkal rendelkező társadalompolitikai narratíva miatt, amely elhomályosította a bíróság ítéletét.
1992-ben Didion kiadta az After Henry-t, tizenkét földrajzi esszéből álló gyűjteményt és személyes emlékművet Henry Robbinsnak, aki Didion barátja és szerkesztője volt 1979-ben bekövetkezett haláláig. 1996-ban kiadta a The Last Thing He Wanted című romantikus thrillert.

### A mágikus gondolkodás éve
2003-ban Didion lánya, Quintana Roo Dunne tüdőgyulladást kapott, amely szeptikus sokkig fejlődött, és kómába került az intenzív osztályon, amikor Didion férje december 30-án hirtelen meghalt szívrohamban. Didion körülbelül három hónapig halasztotta a temetés megszervezését, amíg Quintana elég jól nem volt ahhoz, hogy részt vegyen rajta.
2004. október 4-én Didion elkezdte írni The Year of Magical Thinking című könyvét, amely férje halálára és lányuk súlyos betegségére adott válaszát meséli el. 88 nappal később, szilveszterkor fejezte be a kéziratot. 70 évesen írt, ez volt az első olyan szépirodalmi könyve, amely nem magazinfeladatok gyűjteménye volt. Elmondta, hogy az ezt követő könyvbejárási folyamatot nagyon terápiásnak találta a gyász időszakában. A férje hirtelen halála után átélt gyászt dokumentálva a könyvet „két műfaj remekművének, a memoárnak és az oknyomozó újságírásnak” nevezték, és számos díjat nyert.
Apja temetése után Los Angelesbe látogatva Quintana elesett a repülőtéren, beütötte a fejét a járdába, és agyműtétre volt szüksége vérömleny miatt. Miután 2004-ben lábadozott, Quintana akut hasnyálmirigy-gyulladásban halt meg 2005. augusztus 26-án, 39 éves korában, Didion New York-i promóciója során, a The Year of Magical Thinking című New York-i promóciója idején. Didion írt Quintana haláláról a 2011-es Blue Nights című könyvben.

### 2000-es évek

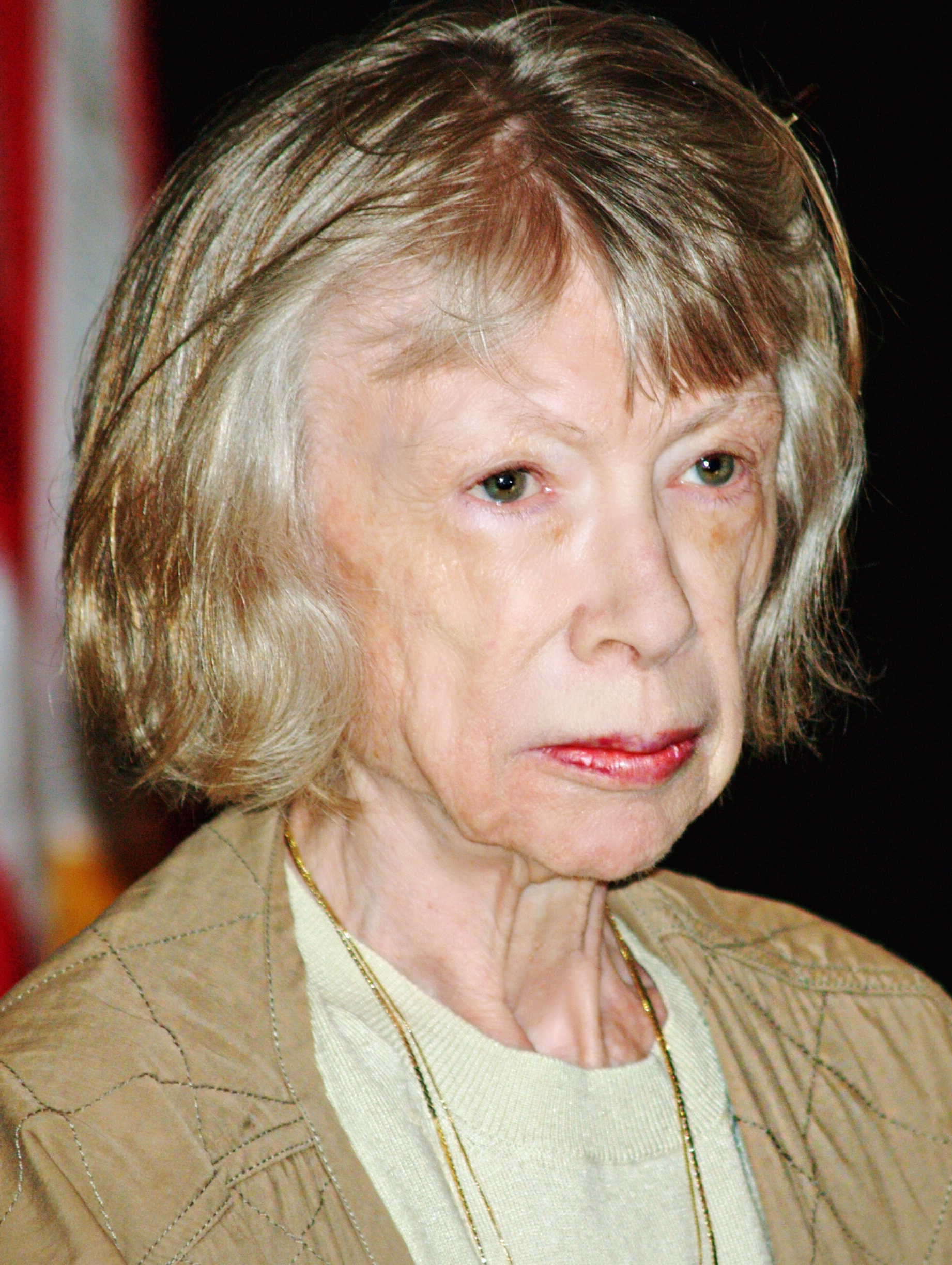
Didion a Brooklyni Könyvfesztiválon 2008-ban

Didion 2005-ben Manhattanben, az East 71st Street egyik lakásában élt. Az Everyman's Library kiadta a We Tell Ourselves Stories in Order to Live (Történeteket mesélünk magunknak az élet érdekében) című 2006-os összefoglalót Didion írásainak nagy részéből, beleértve az első hét publikált ismeretterjesztő könyvének teljes tartalmát (Slouching Towards Bethlehem, The White Album, Salvador, Miami, After Henry, Political Fictions, és Where I Was From), kortársa, John Leonard kritikus bevezetőjével.
Didion 2007-ben kezdett együtt dolgozni Sir David Hare angol drámaíróval és rendezővel a The Year of Magical Thinking egyszemélyes színpadi adaptációján. A Scott Rudin által készített Broadway-darabban Vanessa Redgrave szerepelt. Bár Didion tétovázott, hogy a színháznak írjon, végül egészen izgalmasnak találta a számára új műfajt.
Didion írta a forgatókönyv korai vázlatait egy cím nélküli HBO életrajzi filmhez, amelyet Robert Benton rendezett Katharine Grahamnek, a The Washington Post kiadójának. A források szerint nyomon követheti a lap tudósítását a Watergate-botrányról, amely Richard Nixon elnök lemondásához vezetett.

### Későbbi munkák
Knopf 2011-ben adta ki a Blue Nights című könyvet. Ez egy visszaemlékezés az öregedésről, amely Didion és néhai lánya kapcsolatára is összpontosít. Általánosabban szólva a könyv azokkal a szorongásaival foglalkozik, amelyeket Didion a gyermek örökbefogadása és felnevelése kapcsán tapasztalt, valamint az öregedési folyamatot.
Didionról a Jürgen Teller német fotós által készített fényképet a francia luxusdivatmárka, a Céline 2015-ös tavaszi-nyári kampányának részeként használták, míg korábban a Gap ruházati cég egy 1989-es kampányában szerepelt. Didion unokaöccse, Griffin Dunne egy 2017-es Netflix dokumentumfilmet rendezett róla, Joan Didion: The Center Will Not Hold.
Didion megvitatja írásait és magánéletét, beleértve férje és lánya halálát, kontextust adva The Year of Magical Thinking és Blue Nights című könyveihez.
2021-ben Didion kiadta a Let Me Tell You What I Mean című 12 esszéből álló gyűjteményét, amelyet 1968 és 2000 között írt.

### Halála
Didion a Parkinson-kór szövődményei miatt halt meg otthon, Manhattanben 2021. december 23-án, 87 évesen.

## Írásmódja és témái
Didion a mondat szerkezetét alapvetőnek tekintette munkája szempontjából. A New York Times „Why I Write” (1976) című cikkében Didion megjegyezte: „Egy mondat szerkezetének megváltoztatása ugyanolyan határozottan és rugalmatlan módon megváltoztatja a mondat jelentését, mint ahogy a fényképezőgép helyzete megváltoztatja a fényképezett tárgy jelentését... A szavak elrendezése számít, és gondolatban a képen megtalálod a kívánt elrendezést... A kép megmutatja, hogyan kell elrendezni a szavakat, és a szavak elrendezése elmondja, vagy elmondja nekem, hogy mi történik a képen."
Didionra nagy hatással volt Ernest Hemingway, akinek írása megtanította neki a mondatok szövegben való működésének fontosságát. További hatásai között szerepelt George Eliot és Henry James, akik „tökéletes, közvetett, bonyolult mondatokat” írtak.
Didion az újságírók megfigyelője is volt, úgy vélte, hogy a szépirodalom és a szépirodalom folyamata közötti különbség a szépirodalomban végbemenő felfedezés eleme, ami nem az írás, hanem a kutatás során történik.
A rituálék Didion alkotói folyamatának részét képezték. A nap végén szünetet tartott az írásban, hogy eltávolítsa magát az „oldalakról”, mondván, hogy a távolság nélkül nem tud megfelelő szerkesztéseket végezni. Napját azzal zárta, hogy prózát vágott ki és szerkesztett, és csak másnap nézte át a művet. Ugyanabban a szobában aludt, ahol dolgozott, és ezt mondta: "Ez az egyik oka annak, hogy hazamegyek Sacramentóba, hogy befejezzem a dolgokat. Valahogy a könyv nem hagy el, ha éppen mellette vagy."
Barbara Grizzuti Harrison egy hírhedt, 1980-as „Joan Didion: Only Disconnect” című esszéjében „neuraszténiás Chernek” nevezte Didiont, akinek stílusa „zsáknyi trükk” volt, és „alanya mindig önmaga”. 2011-ben a New York magazin arról számolt be, hogy Harrison kritikája „még mindig megviseli őt” (Didiont, évtizedekkel később is).
Hilton Als kritikus azt javasolta, hogy Didiont gyakran olvassák újra "a hang őszintesége miatt"[49].

## Magánélete
Didion a húszas éveiben több éven át kapcsolatban állt Noel E. Parmentel Jr. politikai szakértővel, a New York-i irodalmi és kulturális élet szereplőjével. Didion férje, John Gregory Dunne szerint Dunne Parmentelen keresztül ismerte meg Didiont, és hat évig barátok voltak, mielőtt romantikus kapcsolatba kezdtek volna. Azt állította, hogy egy ünnepi ebédet tartottak, miután Dunne elolvasta első regényének, a Run, Rivernek a gályarabjait, és amíg "[a] másik nem volt a városban. Megtörtént." Didion és Dunne ezt követően 1964 januárjában összeházasodtak, és egészen a 2003-ban szívrohamban bekövetkezett haláláig együtt maradtak. Parmentel megtörte a Didionról, akinek a munkásságát támogatta és kiadóra talált, hosszú ideig tartó hallgatását, és 1996-ban interjút adott a New York Magazine egyik cikke számára. Parmentelt az 1970-es években feldühítette, hogy szerinte Didion A Book of Common Prayer című regényében vékonyan leplezett portré készült róla.
Didion korai éveiben republikánus volt, később a Demokrata Párt felé sodródott, "anélkül, hogy valaha is teljesen támogatta volna alapvető meggyőződésüket".
Még 2011-ben is pontosan napi öt cigarettát szívott.

## Díjak és kitüntetések
- 1981: Elected to the American Academy of Arts and Letters(wd)[73]
- 1996: Edward MacDowell Medal
- 2002: The St. Louis Literary Award from the Saint Louis University Library Associates[74][75]
- 2005: National Book Award for Nonfiction for The Year of Magical Thinking[76]
- 2006: American Academy of Achievement's Golden Plate Award[77][78]
- 2006: Elected to the American Philosophical Society(wd)[79]
- 2007: Prix Medicis Essais for The Year of Magical Thinking
- 2007: National Book Foundation's Medal for Distinguished Contribution to American Letters[80]
- 2007: Writers Guild of America(wd) Evelyn F. Burkey Award[81]
- 2009: Honorary Doctor of Letters(wd), Harvard University[82]
- 2011: Honorary Doctor of Letters, Yale University[83]
- 2013: National Humanities Medal(wd), presented by President Barack Obama[22][84]
- 2013: Lifetime Achievement Award, PEN Center USA[44]

## AJoan Didion: Mit jelent őcímű kiállítás
A Los Angeles-i Kaliforniai Egyetem Hammer Múzeumában rendezték meg a Joan Didion: What She Means című kiállítást. A The New Yorker munkatársa és írója, Hilton Als kurátora által rendezett csoportos kiállítás 2022-től volt látható, és a tervek szerint 2023-ban a Miami-i Pérez Art Múzeumba utazik. A Joan Didion: What She Means című kiállítás közel 50 modern és kortárs nemzetközi művész, többek között Félix González-Torres-től Betye Saarig, Vija Celminsig, Maren Hassingerig, Silke Otto-Knappig, John Kochig, Ed Ruscháig, Pat Steirig tiszteleg az író és gondolkodó előtt.

## Művei

### Regények
- Run, River (1963)[87]
- Play It as It Lays (1970)[87]
- A Book of Common Prayer (1977)[87]
- Democracy (1984)[87]
- The Last Thing He Wanted (1996)[87]

### Nonfiction
- Slouching Towards Bethlehem (1968)[87]
- The White Album (1979)[87]
- Salvador (1983)[87]
- Miami (1987)[87]
- After Henry (1992)[87]
- Political Fictions (2001)[87]
- Where I Was From (2003)[87]
- Fixed Ideas: America Since 9.11 (esszé, először a The New York Review of Books 2003. január 16-i számában jelent meg; előszó: Frank Rich(wd))[87]
- Vintage Didion (2004; válogatott részletek korábbi művekből)[88]
- The Year of Magical Thinking (2005)[87]
- We Tell Ourselves Stories in Order to Live: Collected Nonfiction (2006; tartalmazza az első hét szépirodalmi kötetét)[87]
- Blue Nights (2011) ISBN 9780307267672 [87]
- South and West: From a Notebook (2017) ISBN 9781524732790 [87]
- Let Me Tell You What I Mean (2021)[89]

### Színdarabok és forgatókönyvek
- The Panic in Needle Park (1971) (John Gregory Dunne-nal(wd), James Mills(wd) regénye alapján)[90]
- Play It as It Lays (1972) (John Gregory Dunne-nal és az ő regénye alapján)[91]
- A Star Is Born (1976) (John Gregory Dunne-nal)[92]
- True Confessions (1981) (John Gregory Dunne-nal és az ő regénye alapján(wd))[93]
- Up Close & Personal (1996) (John Gregory Dunne-nal)[94]
- As it Happens (2012) (Todd Field-del(wd))[95]
- The Year of Magical Thinking (2007) (színpadi darab az ő könyve alapján)[41][96]

### Magyarul
- Imádságoskönyv. Regény (A Book of Common Prayer) – Európa, Budapest, 1981 (Modern könyvtár) · ISBN 9630726513 · Fordította: Prekop Gabriella
- Salvador (Salvador) – Európa, Budapest, 1985 · ISBN 9630733587 · Fordította: László Zsófia
- Szerelmes dal John Wayne-hez. Esszék; vál. Géber István, ford. Barkóczi András et al., utószó Kopecsni Péter; Európa, Budapest, 1987 (Modern könyvtár)
- A mágikus gondolatok éve (The Year of Magical Thinking) – Európa, Budapest, 2017 · ISBN 9789634056775 · Fordította: Varga Krisztina

## Fordítás
- Ez a szócikk részben vagy egészben  a   Joan Didion című angol Wikipédia-szócikk fordításán alapul.  Az eredeti cikk szerkesztőit annak laptörténete sorolja fel. Ez a jelzés csupán a megfogalmazás eredetét és a szerzői jogokat jelzi, nem szolgál a cikkben szereplő információk forrásmegjelöléseként.